# Fatih Akin

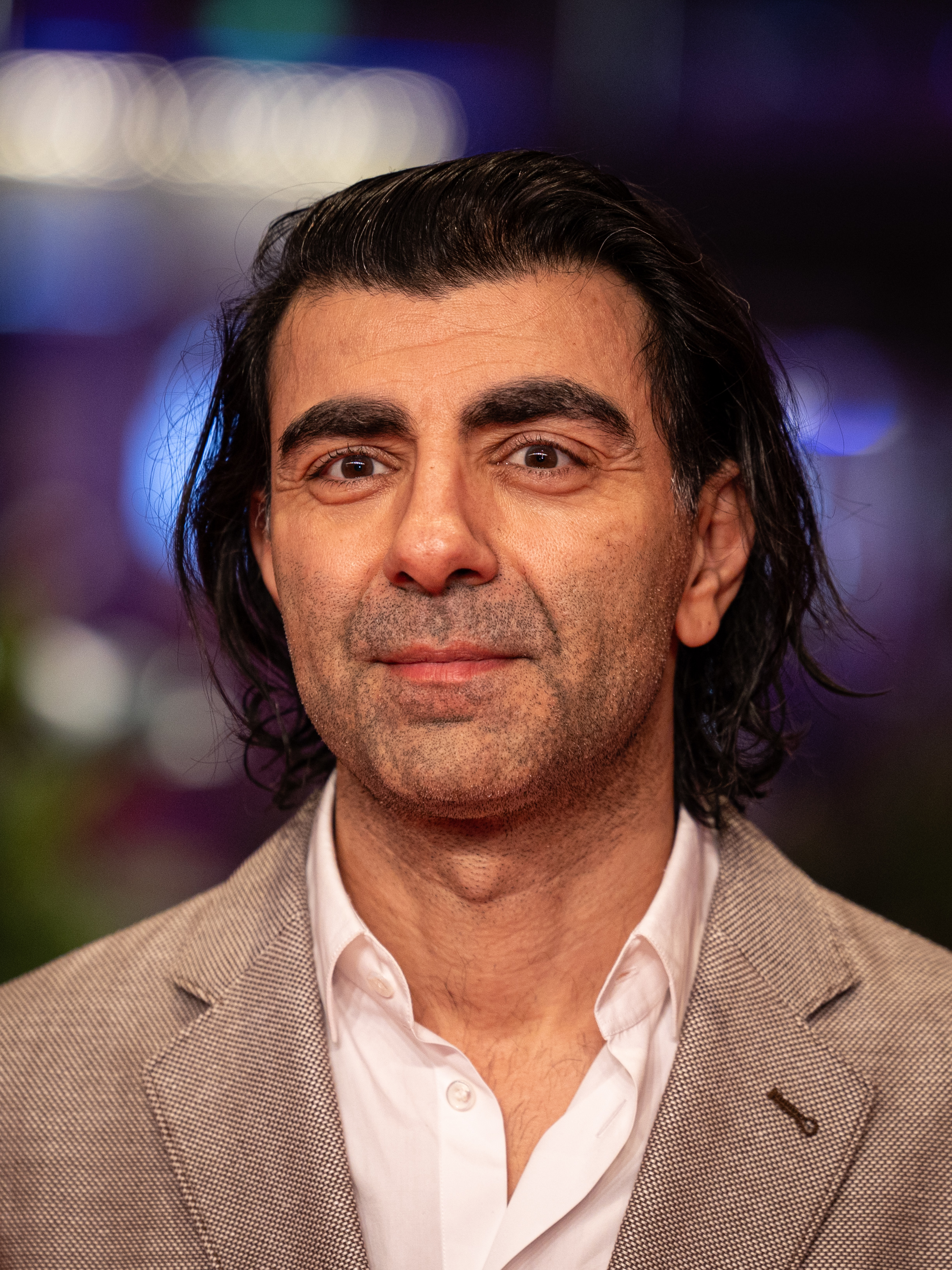
Fatih Akin (2024)

Fatih Akin (türkisch Fatih Akın, Aussprache [faːtɪç ˈaːkɪn], * 25. August 1973 in Hamburg) ist ein deutscher Filmregisseur, Drehbuchautor, Darsteller und Produzent. Für seinen vierten Spielfilm Gegen die Wand mit Birol Ünel und Sibel Kekilli in den Hauptrollen wurde er 2004 mit dem Goldenen Bären, dem Deutschen Filmpreis und dem Europäischen Filmpreis ausgezeichnet. 2018 erhielt sein Spielfilm Aus dem Nichts den Golden Globe.

## Leben und Wirken
Fatih Akin ist der Sohn türkischer Einwanderer. Sein aus Çaycuma in der Provinz Zonguldak stammender Vater Enver siedelte 1966 nach Deutschland über, weil er sich Geld für einen Motor für sein Fischerboot verdienen wollte. Seine Mutter, eine Lehrerin aus Istanbul, folgte drei Jahre später und arbeitete später als Grundschullehrerin an einer Schule in Hamburg. Geboren und aufgewachsen ist Akin im Hamburger Stadtteil Altona, wo er das Gymnasium Allee besuchte und das Abitur ablegte. Zeitweise war er Mitglied in einer Jugendbande. Bereits in der Schulzeit schrieb er Kurzgeschichten und kurze Drehbücher, machte erste Filmversuche mit einer Super-8-Kamera und wurde Mitglied einer Off-Theatergruppe am Hamburger Thalia-Theater.
Akin studierte visuelle Kommunikation an der Hochschule für bildende Künste in Hamburg und schloss das Studium 2000 mit einem Diplom ab.
Fatih Akin lebt in Hamburg-Ottensen und ist mit der Deutsch-Mexikanerin Monique Akin verheiratet. Sie haben zwei Kinder. Seit 2009 unterstützt er gemeinsam mit Freunden den Verein Soul kids. Aus Protest gegen das Schweizer Bauverbot für Minarette sagte Akin die Teilnahme an der Schweiz-Premiere von Soul Kitchen ab.
Wegen der bei den Protesten in der Türkei 2013 verübten Polizeigewalt und der Medienzensur in der Türkei schrieb Akin einen offenen Brief an den türkischen Staatspräsidenten Gül und unterstützte eine Initiative von Kulturschaffenden, die Angela Merkel und andere europäische Politiker aufforderte, sich für ein Ende der Gewalt gegen die türkische Bevölkerung einzusetzen. „Ich appelliere an Ihr Gewissen: Stoppen Sie diesen Irrsinn!“ schrieb er in dem in deutscher und türkischer Sprache verfassten Schreiben. Akin und die Theatermacherin Shermin Langhoff starteten auch die Kampagne What Did Kavala Do, in der sich Prominente unterstützend zu dem in der Türkei in Haft sitzenden Osman Kavala äußern.

## Werk

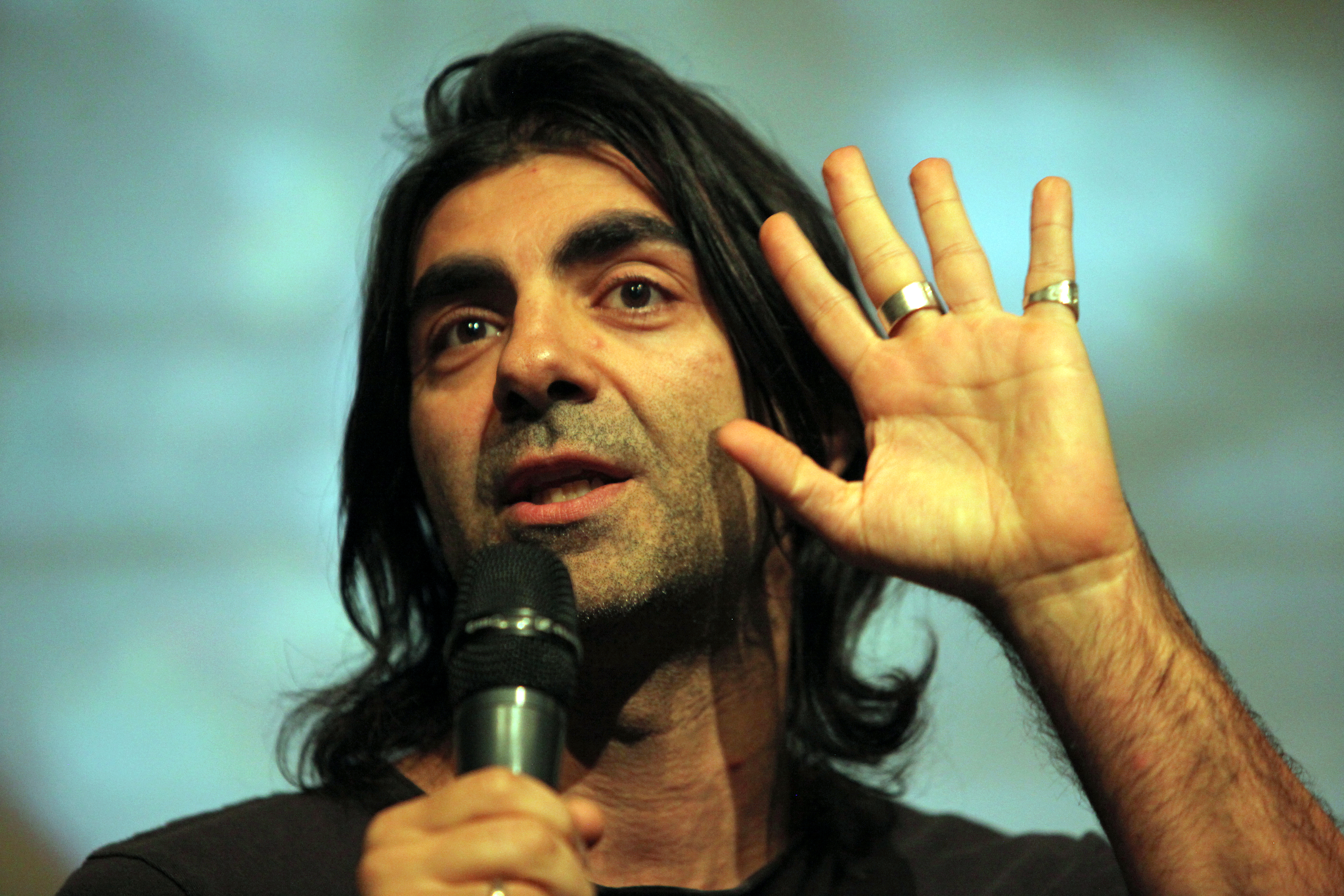
Fatih Akin (2019)

1993 begann Akin mit Aushilfstätigkeiten vor und hinter den Filmkulissen bei der Wüste Filmproduktion der Hamburger Produzenten Stefan Schubert und Ralph Schwingel und arbeitete zunehmend als Autor, Regisseur und Schauspieler. Er absolvierte von 1994 bis 2000 das Studium Visuelle Kommunikation an der Hochschule für bildende Künste Hamburg (HfbK). Aus der Zusammenarbeit mit Schwingel gingen zunächst zwei Kurzfilme hervor, Sensin (1995) und Getürkt (1996). 1998 debütierte Akin als Spielfilmregisseur mit Kurz und schmerzlos, danach folgten mit Im Juli (2000) und Solino (2002) weitere Regiearbeiten, in denen er jeweils Moritz Bleibtreu die männliche Hauptrolle anvertraute.
2004 gründete Akin zusammen mit Andreas Thiel und Klaus Maeck die Filmproduktionsfirma Corazón International. Im selben Jahr realisierte er mit dem Spielfilm Gegen die Wand den ersten Teil einer geplanten Trilogie über Liebe, Tod und Teufel und verfilmte Heinrich Heines Lied Die alten, bösen Lieder als deutschen Beitrag für den von Lars von Trier produzierten Episodenfilm Europäische Visionen. Für Gegen die Wand erhielt Akin den Goldenen Bären auf der Berlinale 2004, später den Deutschen Filmpreis und den Europäischen Filmpreis.
Als Anerkennung seines Filmschaffens wurde Akin 2005 in die Jury der Filmfestspiele von Cannes eingeladen. Im Wintersemester 2005/06 erhielt er einen Lehrauftrag an der Hochschule für bildende Künste Hamburg. Im selben Jahr veröffentlichte Akin seinen ersten abendfüllenden Dokumentarfilm Crossing The Bridge – The Sound of Istanbul, in dem er über die musikalische Vielfalt Istanbuls berichtet, und wirkte am Drehbuch der interkulturellen Komödie Kebab Connection mit.
2007 wurde Akin Mitglied der Freien Akademie der Künste Hamburg. Im selben Jahr realisierte er mit Auf der anderen Seite den zweiten Teil seiner Liebe, Tod und Teufel-Trilogie. Das Drama wurde im Wettbewerb des 60. Filmfestivals von Cannes uraufgeführt und Akin dort für sein Drehbuch und mit dem Sonderpreis der Ökumenischen Jury ausgezeichnet. Neben weiteren Preisen erhielt Auf der anderen Seite den Deutschen Filmpreis in den Kategorien Film, Regie und Drehbuch sowie den Drehbuchpreis des Europäischen Filmpreises 2007.
Während seiner Arbeit zu Auf der anderen Seite startete Akin ein dokumentarisches Langzeitfilmprojekt mit dem Titel Müll im Garten Eden über eine geplante Mülldeponie in Çamburnu, dem Heimatdorf seiner Großeltern. Der Film wurde 2012 während einer Sonderaufführung beim 65. Filmfestival von Cannes uraufgeführt. Zum Episodenfilm Deutschland 09 – 13 kurze Filme zur Lage der Nation steuerte Akin das Stück Der Name Murat Kurnaz bei.
Vor der Herstellung seines mit 15 Millionen Euro teuersten Projektes The Cut wurde die Produktionsfirma Corazón International aufgelöst; Akin gründete die eigene Produktionsfirma Bombero International. The Cut, der dritte und letzte Teil seiner Liebe, Tod und Teufel-Trilogie, spielt vor dem Hintergrund des Völkermords an den Armeniern. Der Film wurde in den Wettbewerb der Internationalen Filmfestspiele Venedig 2014 eingeladen, floppte jedoch nach schlechten Kritiken an den deutschen Kinokassen.
Akin wurde wegen des Projekts von türkischen Rechtsextremen bedroht; Anfang 2015 besuchte er das Völkermordmuseum Zizernakaberd in der armenischen Hauptstadt Jerewan. Ende 2015 drehte Akin nach einem Drehbuch, das er zusammen mit Hark Bohm und Lars Hubrich verfasst hatte, die Verfilmung von Wolfgang Herrndorfs Roman Tschick. Der Film kam am 15. September 2016 in die deutschen Kinos.
Während der Filmfestspiele in Cannes 2016 wurde Akins nächster Film Aus dem Nichts angekündigt, den er als deutsch-französische Koproduktion mit Diane Kruger in der Hauptrolle drehte. Der Thriller wurde im Mai 2017 im Rahmen des 70. Filmfestivals von Cannes uraufgeführt, wo er um die Goldene Palme konkurrierte. Für ihre Hauptrolle wurde Diane Kruger mit dem Darstellerpreis ausgezeichnet, während der Film Aus dem Nichts 2018 den Golden Globe Award und den Critics’ Choice Movie Award jeweils als bester fremdsprachiger Film erhielt. Im Juli 2016 drehte Akin in der Berliner Volksbühne ein MTV Unplugged mit Marius Müller-Westernhagen. In der achten Staffel von Circus HalliGalli hatte er 2016 in der Rubrik „Das schnellste Interview der Welt“, in der ihn Klaas Heufer-Umlauf interviewte, einen Gastauftritt.
2017 wurde er in die Academy of Motion Picture Arts and Sciences aufgenommen, die jährlich die Oscars vergibt. Im Herbst 2022 erschien Akins Spielfilm Rheingold, in dem Emilio Sakraya die Rolle des Gangsta-Rappers Xatar übernahm.
Ende September 2022 feierte Rheingold, Akins Verfilmung der Biographie des Rappers Xatar, auf dem Filmfest Hamburg seine Premiere.

## Filmografie
Kurzfilme
- 1994: Das Ende (Regie)

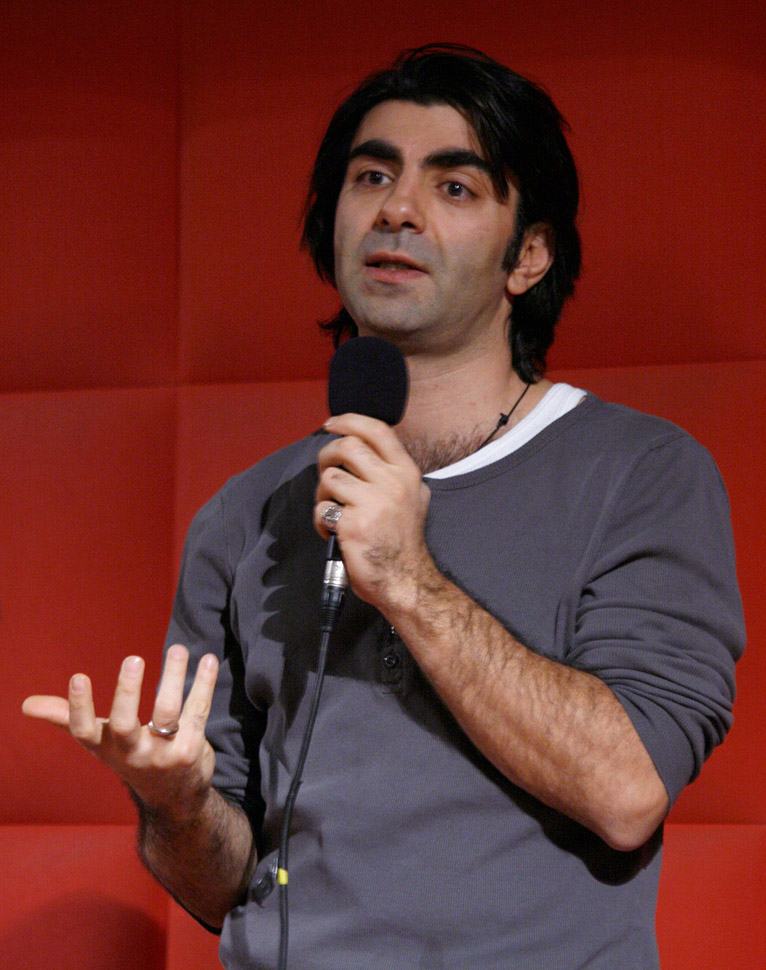
Fatih Akin (2009)

- 1995: Sensin – Du bist es! (Regie und Drehbuch)
- 1996: Getürkt (Regie, Drehbuch und Darsteller)
- 2001: Die Liebenden vom Hotel von Osman (Darsteller)
- 2004: Die alten bösen Lieder (Beitrag zum Kompilationsfilm Europäische Visionen, Regie, Drehbuch und Produktion)
- 2009: Der Name Murat Kurnaz (Beitrag zum Episodenfilm Deutschland 09, Regie und Drehbuch)
- 2009: Chinatown (Beitrag zum Episodenfilm New York, I Love You, Regie und Drehbuch)

Spielfilme
- 1997: Back in Trouble (Nebendarsteller)
- 1998: Kurz und schmerzlos (Regie und Drehbuch)
- 1999: Black Souls (Kismet) (Hauptdarsteller)
- 2000: Im Juli (Regie und Drehbuch)
- 2002: Solino (Regie)
- 2004: Gegen die Wand (Regie, Drehbuch und Produktion)
- 2004: Kebab Connection (Drehbuch)
- 2005: Diebstahl alla turca (Darsteller)
- 2006: Takva – Gottesfurcht (Takva) (Produktion)
- 2007: Auf der anderen Seite (Regie, Drehbuch und Produktion)
- 2008: Chiko (Produktion)
- 2009: Soul Kitchen (Regie, Drehbuch und Produktion)[27]
- 2009: Min dît (Produktion)
- 2011: Blutzbrüdaz (Produktion)
- 2014: The Cut (Regie, Drehbuch und Produktion)
- 2016: Tschick (Regie)
- 2017: Aus dem Nichts (Regie, Drehbuch und Produktion)
- 2019: Der Goldene Handschuh (Regie, Drehbuch und Produktion)
- 2022: Rheingold (Regie, Drehbuch)
- 2025: Amrum (Regie, Drehbuch)

Dokumentarfilme
- 2001: Wir haben vergessen zurückzukehren (Regie und Drehbuch)
- 2005: Crossing The Bridge – The Sound of Istanbul (Regie, Drehbuch und Produktion)
- 2012: Müll im Garten Eden (Regie und Drehbuch)

Musikvideos
- 2002: Digger Dance: Digger Is a Dancer
- 2010: Aynur Doğan: Rewend
- 2020: Solomun feat. Isolation Berlin: Kreatur der Nacht

## Auszeichnungen

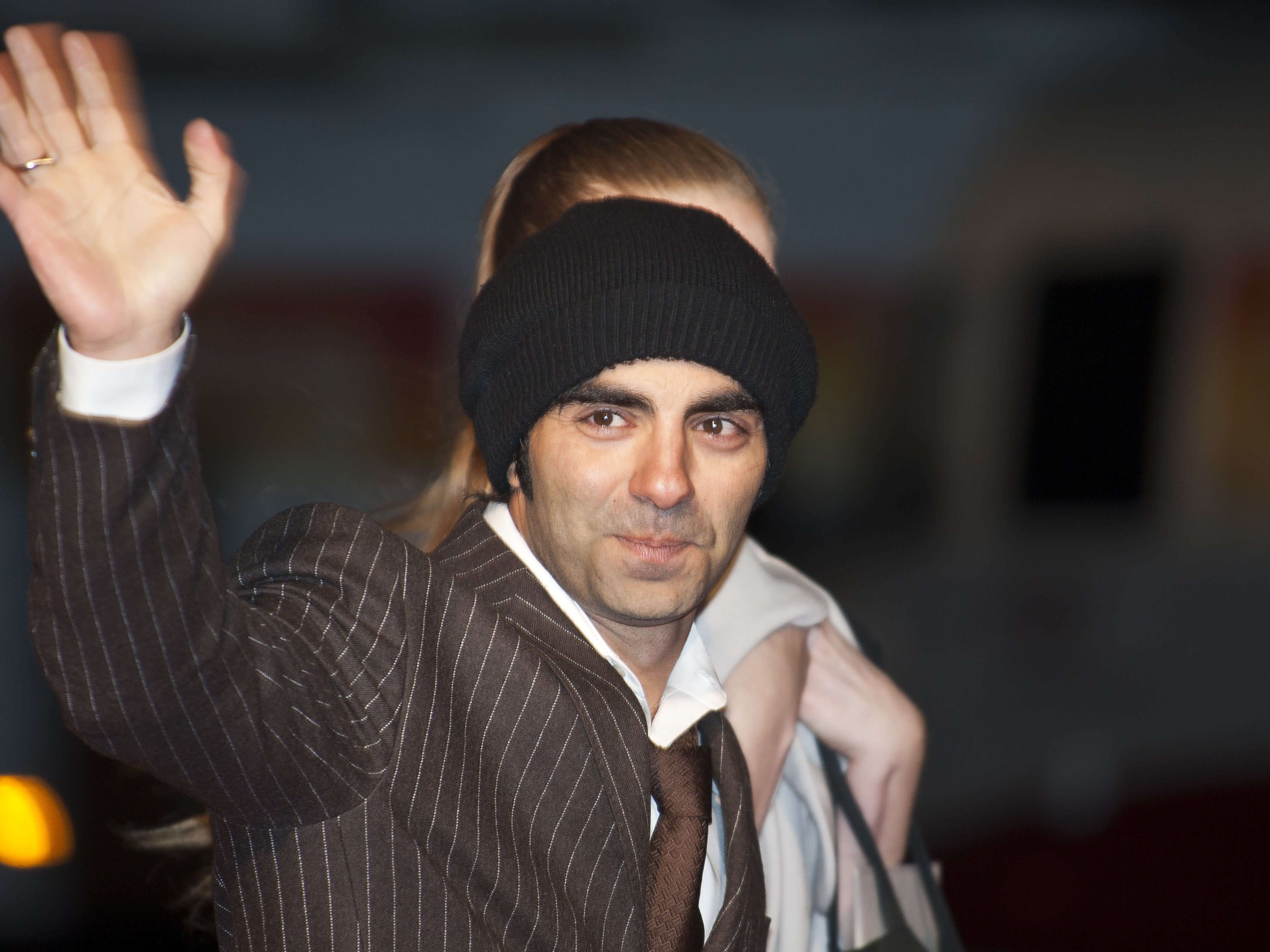
Akin auf der Berlinale 2011

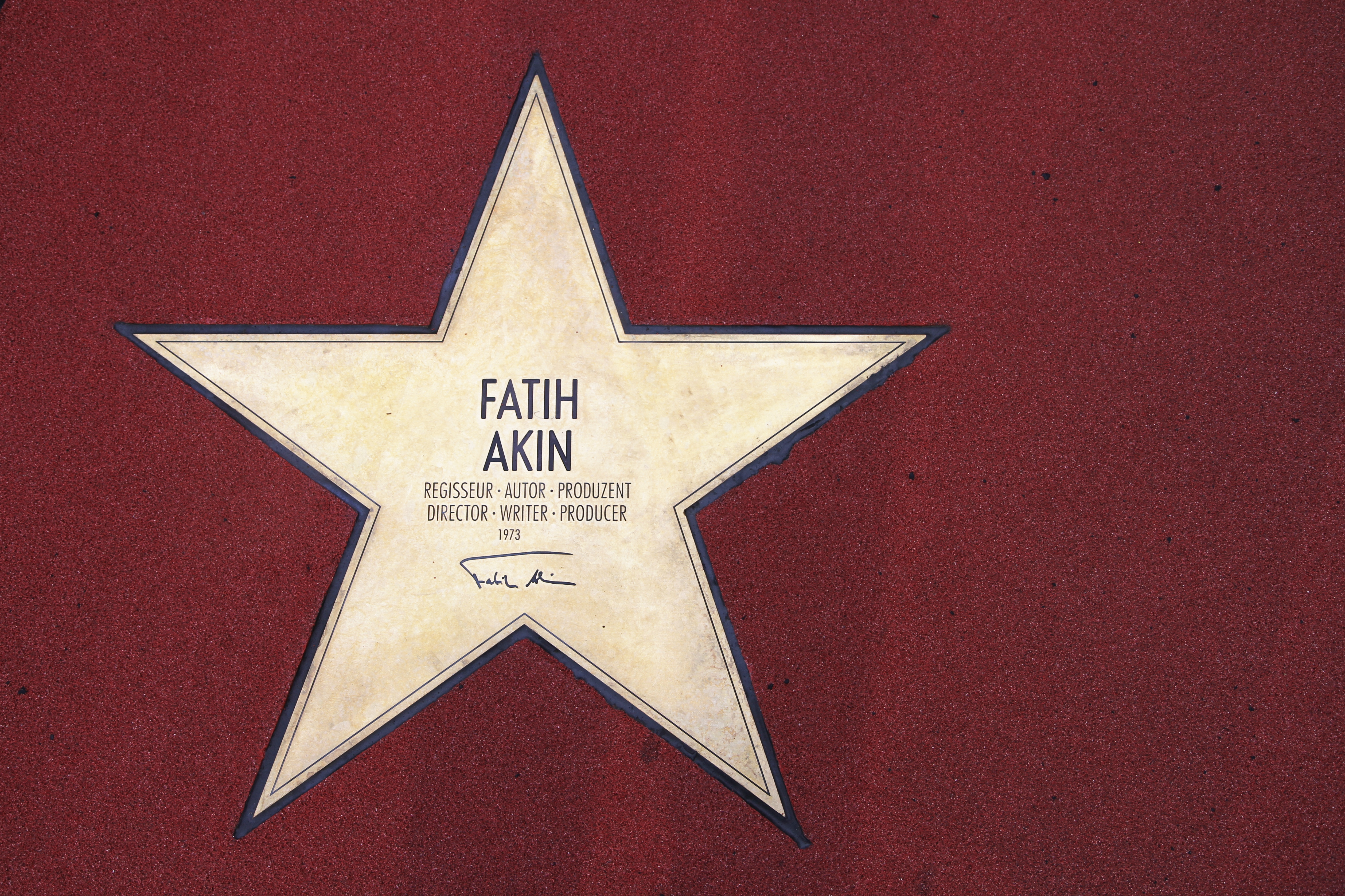
Akins Stern auf dem Boulevard der Stars (2011)

- 1998: Bayerischer Filmpreis, Bronzener Leopard des Internationalen Filmfestivals von Locarno und weitere Auszeichnungen für Kurz und schmerzlos
- 1999: William-Dieterle-Filmpreis (Sonderpreis) für Kurz und schmerzlos
- 2001: Adolf-Grimme-Preis für Kurz und schmerzlos (zusammen mit Adam Bousdoukos, Aleksandar Jovanovic und Mehmet Kurtuluş)
- 2001: Jupiter – Bester nationaler Regisseur für Im Juli
- 2002: DEFA-Nachwuchspreis
- 2004: Goldener Bär der Berlinale 2004, Deutscher Filmpreis und Europäischer Filmpreis 2004 für Gegen die Wand
- 2007: Prix du Jury oecuménique der Internationalen Filmfestspiele von Cannes für Auf der anderen Seite
- 2007: Preis für das beste Drehbuch bei den Internationalen Filmfestspielen von Cannes für Auf der anderen Seite
- 2007: Norddeutscher Filmpreis in der Kategorie bester Spielfilm für Auf der anderen Seite
- 2007: Europäischen Filmpreis 2007 als bester Drehbuchautor für Auf der anderen Seite
- 2007: Lux-Filmpreis der EU für seinen Film Auf der anderen Seite
- 2007: Bayerischer Filmpreis 2007 als bester Regisseur für Auf der anderen Seite
- 2008: Karlsmedaille für europäische Medien
- 2008: Deutscher Filmpreis in den Kategorien Beste Regie und Bestes Drehbuch für Auf der anderen Seite
- 2009: Spezialpreis der Jury der Filmfestspiele von Venedig für Soul Kitchen
- 2010: Verdienstkreuz am Bande[28]
- 2010: Norddeutscher Filmpreis in der Kategorie bester Spielfilm für Soul Kitchen
- 2011: Ehrenpreis des 16. Filmfestival Türkei/Deutschland[29]
- 2011: Stern auf dem Boulevard der Stars in Berlin
- 2012: Peter-Weiss-Preis[30]
- 2014: Douglas-Sirk-Preis
- 2016: Integrationspreis der Insel Norderney im Rahmen des Internationalen Filmfests Emden-Norderney[31]
- 2018: Bester fremdsprachiger Film für Aus dem Nichts bei den Golden Globe Awards 2018 und den Critics’ Choice Movie Awards 2018
- 2018: Bayerischer Filmpreis 2017 für die beste Regie in Aus dem Nichts[32]